# James Kirkwood Jr.

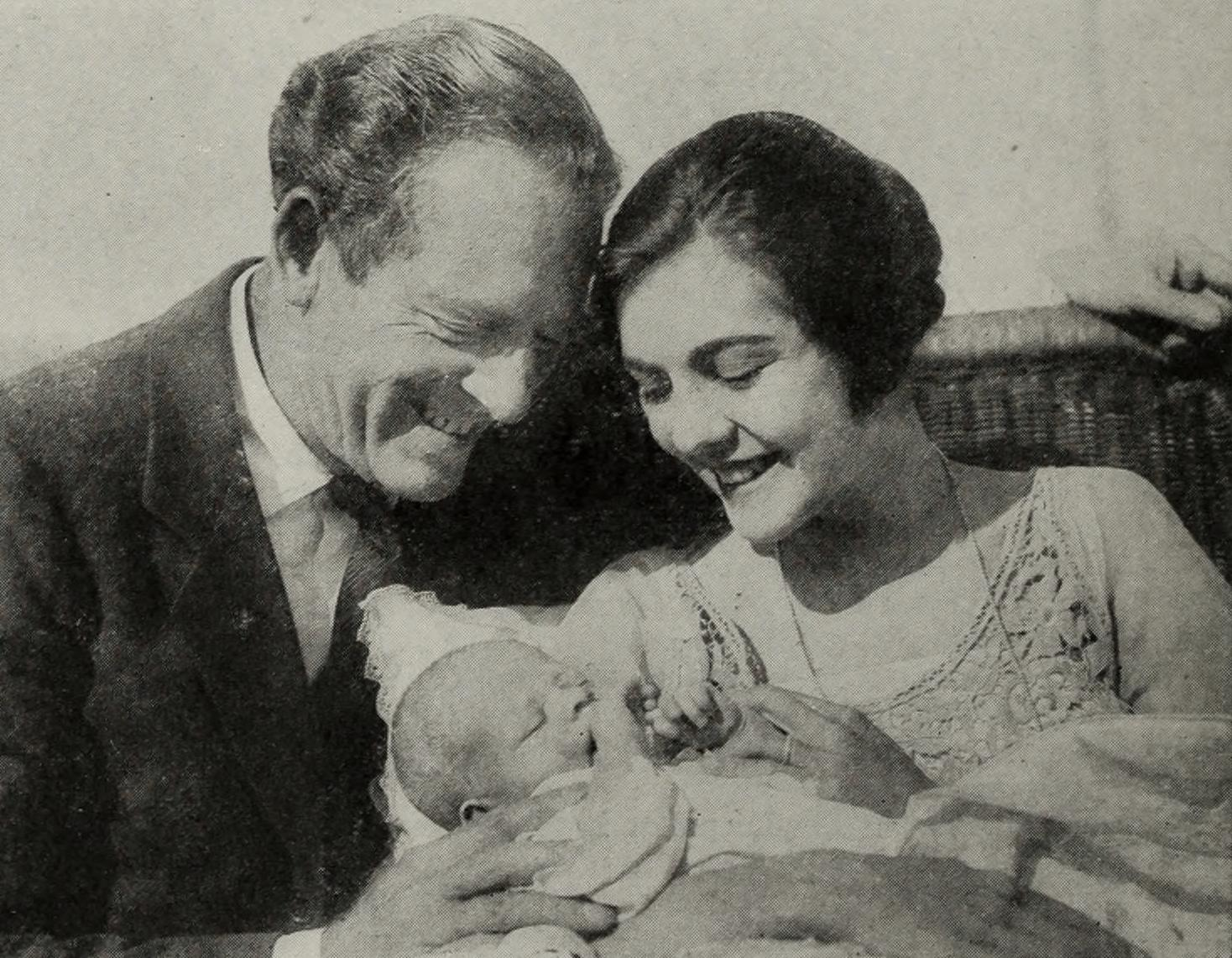
James Kirkwood Jr. da neonato con i suoi genitori James Kirkwood Sr. e Lila Lee nel 1924

James Kirkwood Jr. (Los Angeles, 22 agosto 1924 – New York, 21 aprile 1989) è stato uno scrittore, drammaturgo, librettista e attore statunitense, vincitore del Premio Pulitzer per la drammaturgia nel 1976.

## Biografia
Figlio di James Kirkwood e Lila Lee, ha fatto il suo debutto nel mondo dello spettacolo come attore televisivo. Come autore, si fece notare nel 1970 con il suo saggio American Grotesque su processo a Clay Shaw e nel 1975 scrisse con Nicholas Dante il libretto del musical A Chorus Line, che gli valse il Drama Desk Award ed il Tony Award al miglior libretto di un musical, oltre al Premio Pulitzer. Nello stesso anno la sua pièce P.S. Your Cat Is Dead fu un fiasco a Broadway e Kirkwood successivamente riadattò il dramma nel romanzo omonimo. Il suo ultimo testo teatrale fu la commedia Legends!, che nonostante la presenza nel cast delle star di Broadway Mary Martin e Carol Channing chiuse durante il rodaggio prima del debutto sulle scene newyorchesi.
Dichiaratamente omosessuale, morì per complicazioni legate all'AIDS.

## Filmografia parziale

### Cinema
- Mammina cara (Mommie Dearest), regia di Frank Perry (1981)

### Televisione
- Alfred Hitchcock presenta (Alfred Hitchcock Presents) – serie TV, episodio 4x03 (1958)
- Lawman – serie TV, 1 episodio (1959)
- Perry Mason – serie TV, 1 episodio (1959)
- Shotgun Slade – serie TV, 1 episodio (1960)
- This Man Dawson – serie TV, episodio 1x14 (1960)